# Alexandre Louis van Hove
Alexandre Louis van Hove (Ronse, 22 februari 1756 - aldaar, 21 april 1823) was grootgrondbezitter en leider van de Brabantse revolutionairen tegen keizer Jozef II (1790). 
Na de Brabantse Omwenteling werd Van Hove vertegenwoordiger van de baron van Ronse, graaf Willem Charles Ghislain van Merode in functie van baljuw van de baronie van Ronse. Tegelijkertijd was hij intendant én bewoner van het kasteel van Ronse gezien de Merode’s er toch niet resideerden. Dit gaf Van Hove de gelegenheid Ronse te besturen als een echte baron. 
Na de Slag bij Fleurus werd hij aangehouden door de Franse bezetter en van december 1798 tot juni 1799 opgesloten in Parijs op beschuldiging van aanhitsing van de lokale Boerenkrijg. Hij werd evenwel vrijgesproken door de (Franse) rechtbank in Gent. 
In 1808 werd Van Hove tot maire (burgemeester) van Ronse benoemd. Hij nam zijn taak als burgemeester heel serieus en ontvouwde tot zijn ontslag in 1812 een onstuitbare activiteit. Hij reorganiseerde de Fiertelommegang, het lager onderwijs, de openbare verlichting en de bouw van een openbaar washuis. Hij draineerde de Bruul, die in die tijd een echt moeras was, tot publiek wandelpark, zorgde voor een nieuw uurwerk op de Sint-Hermestoren, gaf het stadhuis een nieuwe gevel, en bouwde het eerste openbaar slachthuis. Dit financierde hij allemaal met een gemeentelijke taks op bier en alcohol. Zijn opvolger, een ziekelijk afgunstig man, liet evenwel het slachthuis weer afbreken. Ook het kasteel van Ronse, dat Van Hove van 1790 tot 1823 bewoond had, was hetzelfde lot beschoren. Tot woede van de linksen (liberalen) was de rechtsgezinde Van Hove op het (nooit openbaar verkochte) kasteel blijven wonen en regeerde zoals vóór de Franse Revolutie. Hij kocht het kasteel maar kon het gebouw moeilijk alleen onderhouden. In 1821 bood hij het voor een bescheiden som te koop aan bij het stadsbestuur als hospitaal of middelbare school, maar zijn aartsrivaal Eugène-Ferdinand Fostier, die in 1820 opnieuw burgemeester werd, verwierp het aanbod, waardoor het kasteel nog verder verviel. Uiteindelijk werd het kasteel in 1823 verkocht voor 30.000 fr. en gesloopt als gevolg van de vete tussen de conservatieve familie Van Hove, die tijdens het ancien régime de vertegenwoordigers van de heer waren geweest, en de progressieve familie Fostier.